# Liste der Bodendenkmäler in Gefrees
Auf dieser Seite sind die Bodendenkmäler in der oberfränkischen Stadt Gefrees zusammengestellt. Diese Tabelle ist eine Teilliste der Liste der Bodendenkmäler in Bayern. Grundlage ist die Bayerische Denkmalliste, die auf Basis des Bayerischen Denkmalschutzgesetzes vom 1. Oktober 1973 erstmals erstellt wurde und seither durch das Bayerische Landesamt für Denkmalpflege geführt wird. Die folgenden Angaben ersetzen nicht die rechtsverbindliche Auskunft der Denkmalschutzbehörde.

## Bodendenkmäler in Gefrees
| Lage                             | Objekt | Akten-Nr.     | Bild           |
| -------------------------------- | --- | ------------- | -------------- |
| Streitau Gefrees (Standort)      | Mittelalterlicher Turmhügel. | D-4-5836-0016 |                |
| Streitau Gefrees (Standort)      | Befunde des Mittelalters und der frühen Neuzeit im Bereich des abgegangenen sog. Neuen Schlosses in Streitau                                                        | D-4-5836-0017 |                |
| Witzleshofen Gefrees (Standort)  | Spätmittelalterlicher und frühneuzeitlicher Burgstall: Burgstall Altes Schloss Bucheck                                                                              | D-4-5836-0018 | weitere Bilder |
| Witzleshofen Gefrees (Standort)  | Mittelalterlicher Turmhügel | D-4-5836-0019 | weitere Bilder |
| Stammbach (Standort)             | Mittelalterliche oder frühneuzeitliche Wasserleitung. | D-4-5836-0030 |                |
| Streitau Gefrees (Standort)      | Befunde des Mittelalters und der frühen Neuzeit im Bereich des abgegangenen Alten Schlosses von Streitau.                                                           | D-4-5836-0104 |                |
| Streitau Gefrees (Standort)      | Vorgängerbau sowie Befunde des Mittelalters und der frühen Neuzeit im Bereich der Evang.-Luth. Pfarrkirche St. Georg von Streitau.                                  | D-4-5836-0105 |                |
| Lützenreuth Gefrees (Standort)   | Bergbauareal des Mittelalters oder der frühen Neuzeit. | D-4-5936-0001 |                |
| Metzlersreuth Gefrees (Standort) | Mittelalterlicher Turmhügel. | D-4-5936-0002 |                |
| Grünstein Gefrees (Standort)     | Mittelalterlicher Turmhügel. | D-4-5936-0005 |                |
| Wundenbach Gefrees (Standort)    | Mittelalterlicher Burgstall. | D-4-5936-0008 |                |
| Grünstein Gefrees (Standort)     | Freilandstation des Spätpaläolithikums und des Mesolithikums. | D-4-5936-0026 |                |
| Gefrees (Standort)               | Vorgängerbauten sowie Befunde des Mittelalters und der frühen Neuzeit im Bereich der neuzeitlichen Evang.-Luth. Stadtpfarrkirche St. Johannes Baptista von Gefrees. | D-4-5936-0057 |                |
| Gefrees (Standort)               | Befunde der frühen Neuzeit im Bereich der Evang.-Luth. Friedhofskirche von Gefrees.                                                                                 | D-4-5936-0058 |                |
| Grünstein Gefrees (Standort)     | Befunde des Mittelalters und der frühen Neuzeit im Bereich der Burgruine Grünstein.                                                                                 | D-4-5936-0060 | weitere Bilder |
| Lützenreuth Gefrees (Standort)   | Befunde des Mittelalters und der frühen Neuzeit im Bereich von Burg Stein.                                                                                          | D-4-5936-0068 |                |
| Gefrees (Standort)               | Dorfwüstung Putzenreuth des hohen und späten Mittelalters und der frühen Neuzeit.                                                                                   | D-4-5936-0083 |                |
| Metzlersreuth Gefrees (Standort) | Burgstall des Mittelalters. | D-4-5936-0084 |                |